# فشار لاپلاس
فشار لاپلاس‌ اختلاف فشار بین داخل و خارج یک سطح منحنی است. کشش سطحی بین مایع و گاز باعث اختلاف فشار می‌شود.
فشار لاپلاس‌ با معادله یانگ–لاپلاس مشخص می‌شود: {\displaystyle \Delta P\equiv P_{\text{inside}}-P_{\text{outside}}=\gamma \left({\frac {1}{R_{1}}}+{\frac {1}{R_{2}}}\right)}
که در آن {\displaystyle {R_{2}}} و {\displaystyle {R_{1}}} شعاع سطح منحنی و {\displaystyle \gamma } کشش سطحی است. فشار لاپلاس معمولاً برای مشخص کردن اختلاف فشار در شکل‌های کروی مانند حباب و قطره‌ها استفاده می‌شود.
اگر شعاع انحنا‌ها برابر باشند معادله بدین صورت است: {\displaystyle \Delta P={\frac {2\gamma }{R}}}